# Sound of Seduction
Sound of Seduction var en dansk popgruppe bestående af rapperen Remee og de to sangerinder Marie Hecht og Christina Groth. Gruppen blev dannet i 1992 og udgav fire album før opløsningen i 1996. Sound of Seduction solgte 70.000 albums.
Gruppen blev sammensat af pladeselskabsmand Jesper Wennick og producer Chief 1, der havde grundlagt pladeselskabet Back Beat (som en underafdeling af Pladecompagniet).
Sound of Seduction debuterede med Time Is Running Out i 1993, der var inspireret af hip hop og soulmusik. Første single var "Caravan of Love", hvilket var en coverversion af Isley-Jasper-Isley (1985). På gruppens næste album  A Cozy Condition (1994) fik Sound of Seduction en mere eurodance-præget lyd, inspireret af 2 Unlimited og Ace of Base. Fra albummet blev "A Love Like 7" og "Feel Like Dancing" hits. På gruppens tredje og sidste album, Welcome (1995) var lyden mere poppet, hvilket affødte hittet "Welcome (Into My World)".

## Diskografi
- Time Is Running Out (1993)
- A Cozy Condition (1994)
- Welcome (1995)
- The Very Best Of S.O.S. - så kører bussen (1996)